# Gustavianerna

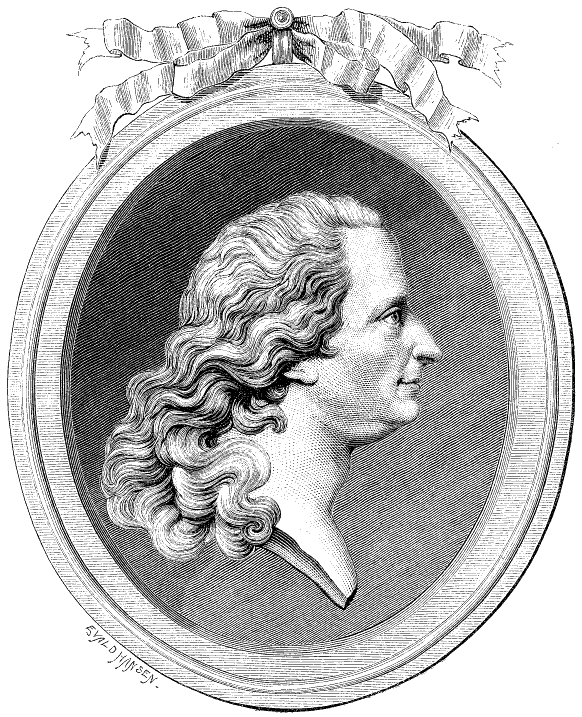
Johan Henric Kellgren

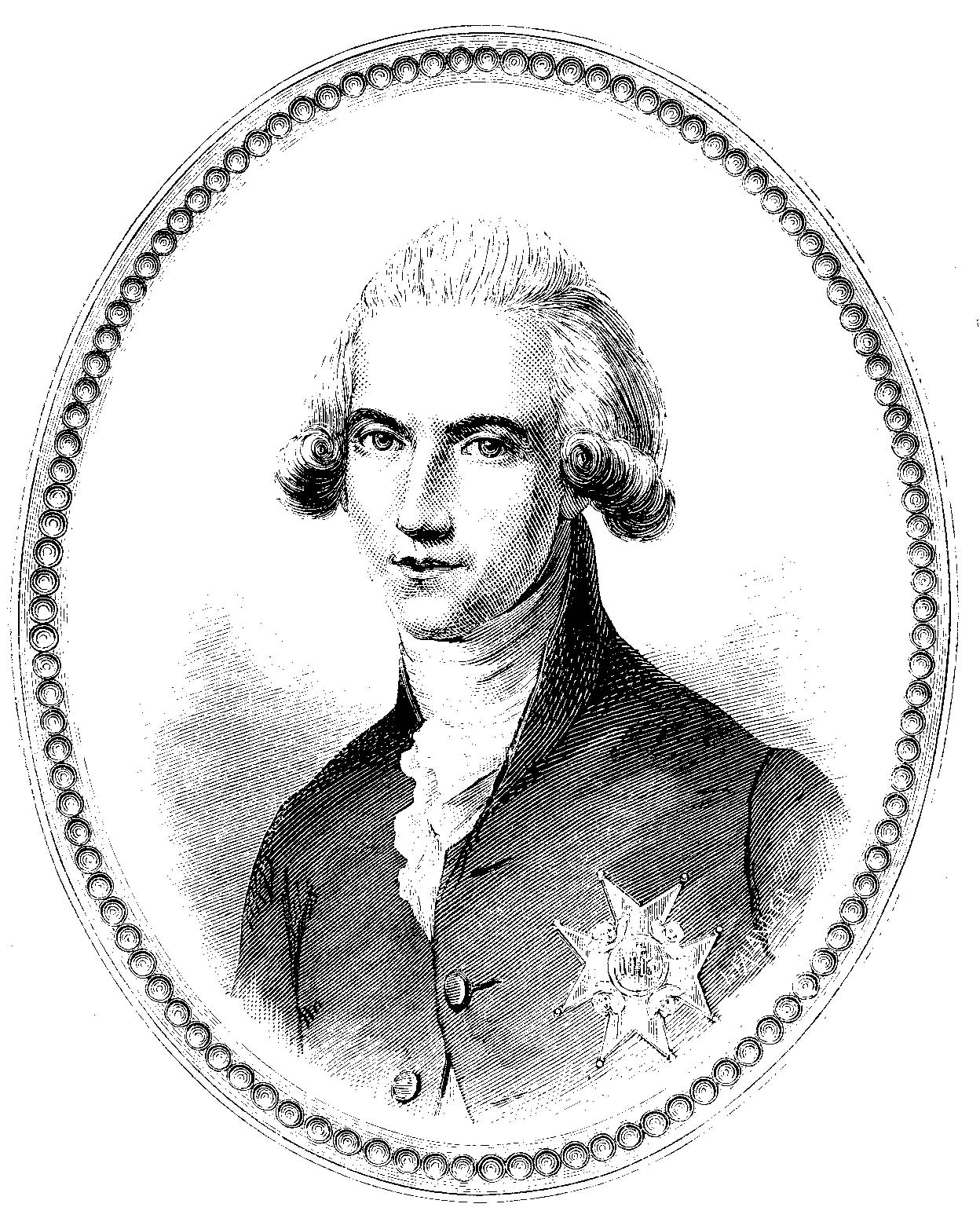
Johan Gabriel Oxenstierna

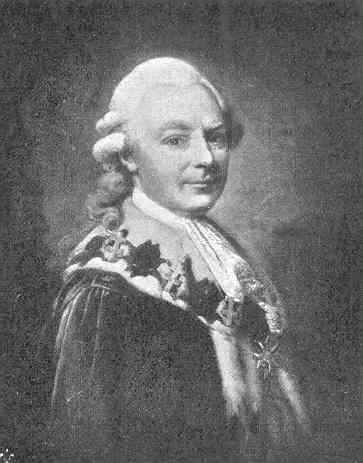
hrabia Gustaf Filip Creutz

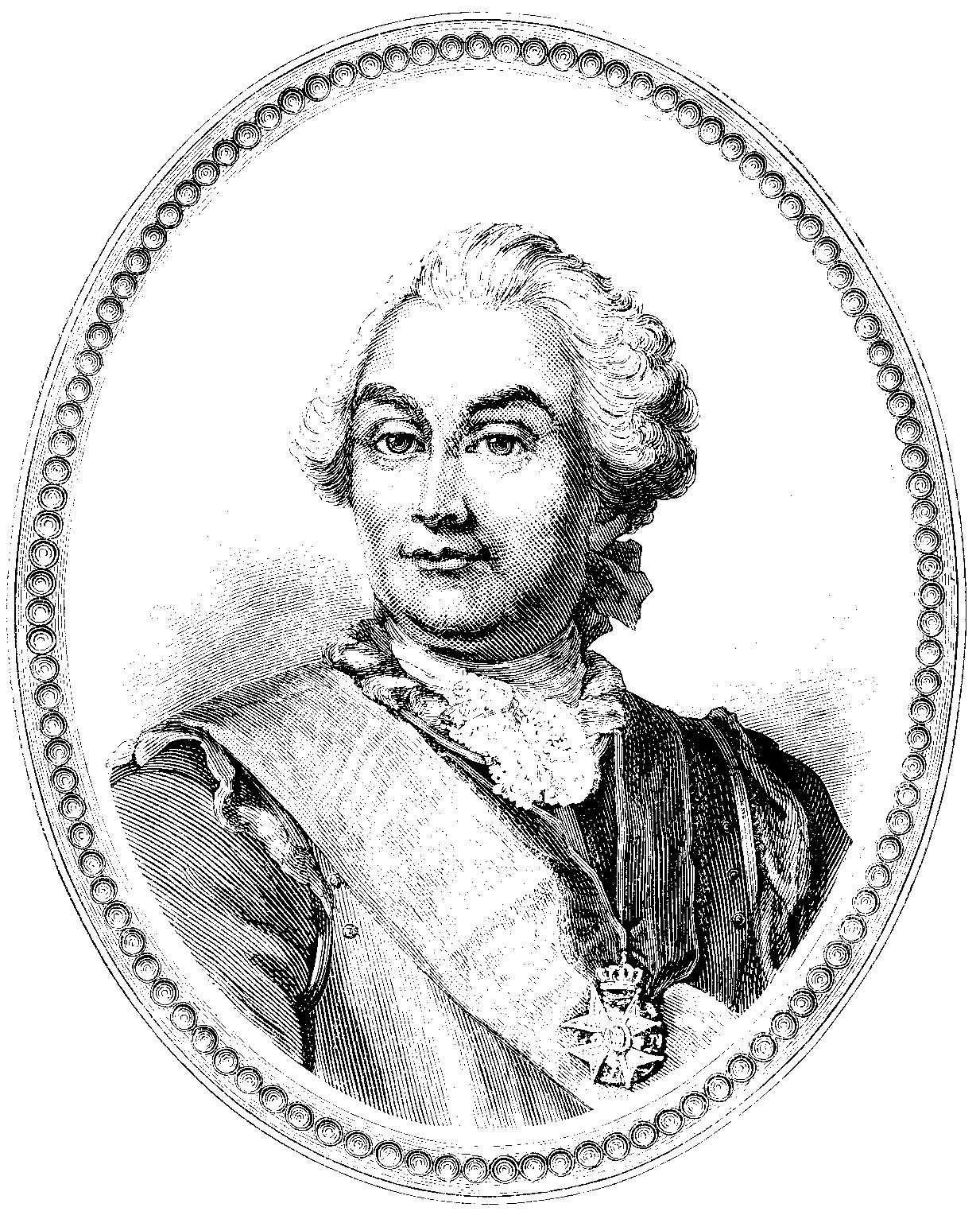
Axel von Fersen "Starszy"

Gustavianerna – stronnictwo polityczne w XVIII-wiecznej Szwecji, składające się ze zwolenników księcia Gustawa (potem król Gustaw III), dążące do tego by w Szwecji została przywrócona monarchia absolutna. Gdy się to już udało (zamach stanu z sierpnia 1772 roku), zwolennicy Gustawa III dążyli do pogodzenia dwóch stronnictw, które dotychczas walczyły ze sobą o wpływy w kraju ("partia kapeluszy" i "partia czapek").
Do stronnictwa "gustawiańskiego" (Gustavianska partiet) należeli m.in.:  
- Johan Henric Kellgren,
- Carl Gustaf af Leopold,
- Gustaf Filip Creutz,
- Johan Gabriel Oxenstierna,
- Eric Ruuth,
- Magnus Fredrik Brahe (1756–1826),
- Johan Tobias Sergel,
- Gustaf Mauritz Armfelt,
- Johan Christopher Toll,
- Hans Henric von Essen,
- Christoffer Bogislaus Zibet,
- Elias Schröderheim i wielu innych.

Przejściowo (od 1772 do 1786 roku) należał też do niej Axel von Fersen.